# Orchestre baroque de Venise
L'Orchestre baroque de Venise (en italien Orchestra barocca di Venezia) est un orchestre italien spécialisé dans l'interprétation des œuvres baroques vénitiennes sur instruments d'époque.

## Historique
L'orchestre est fondé en 1997 à Venise par Andrea Marcon. C'est le premier ensemble spécialisé dans l'interprétation historique de musique ancienne de la ville. L'orchestre a pour but premier la redécouverte d'œuvres baroques vénitiennes, but illustré notamment par la première exécution à l'époque contemporaine de nombreuses œuvres de Vivaldi, Francesco Cavalli, mais aussi d'opéras de Haendel, Cavalli et Cimarosa avec le Théâtre de La Fenice.
En 2004, l'orchestre enregistre une serenata Andromeda liberata. La partition, qui était au Conservatoire Benedetto Marcello de Venise, était connue des spécialistes comme une serenata anonyme, sans attirer leur attention, jusqu'au jour où le musicologue français Olivier Fourès y découvrit une partition d'un air composé par Vivaldi. Les avis sont partagés sur le compositeur de l'œuvre, certains pensent qu'il s'agit d'une œuvre entièrement de Vivaldi, d'autres que se serait plutôt un pasticcio collectif, ou une œuvre d'un autre compositeur qui aurait parodié la partition de Vivaldi, chose très courante à l'époque où les droits d'auteurs n'existaient pas…

## Discographie
- Antonio Vivaldi : Les Quatre Saisons, concertos pour violon RV 257, RV 376, et RV 211 avec Giuliano Carmignola (violon), Andrea Marcon (direction, clavecin), Orchestre baroque de Venise ; CD coffret DDD ;  Sony Classical, 10/2000 ; Diapason d'Or ; ƒƒƒƒ Télérama
- Antonio Vivaldi : 2 Concertos, RV 583 et RV 278 ; Pietro Locatelli : Concerto, opus 3 nº 9 ; Giuseppe Tartini : Concerto D 96 (Concerto veneziano) avec Giuliano Carmignola, violon, Andrea Marcon (direction, clavecin), Orchestre baroque de Venise (orchestre) ; SACD hybride ;  Accord, 4/2005 ;
- Antonio Vivaldi : Concertos RV 386, RV 235, RV 296, RV 258, RV 389 et RV 251 ; titre de l'album Les derniers Concertos pour violon avec Giuliano Carmignola, violon, Andrea Marcon (direction, clavecin), Orchestre baroque de Venise (orchestre) CD album ;  Sony Classical, 10/2002 ; Diapason d'Or
- Antonio Vivaldi (et autres?) : Andromeda liberata, serenata avec Andrea Marcon (direction, clavecin), La Stagione Armonica (chœur) Orchestre baroque de Venise (orchestre) 2 CD ; Deutsche Grammophon, 10/2004 ; Diapason d'Or
- Pietro Locatelli : Concertos pour violon nº 1,  2,  10 et 11 (L'Art du violon) avec Giuliano Carmignola (violon), Andrea Marcon (direction, clavecin), Orchestre baroque de Venise (orchestre) ; compilation (CD album) ;  Sony Classical, 6/2002 ; Diapason d'Or ; 10 de Répertoire (2002)